# Новоиловлиновский
Новоиловлиновский — хутор в Заветинском районе Ростовской области. Входит в состав Шебалинского сельского поселения.
Население - 161 (2010)

## История
Дата основания не установлена. По состоянию на 1926 год хутор входил в состав Атамановского сельсовета Дубовского района Сальского округа Северо-Кавказского края. Согласно Всесоюзной переписи населения 1926 года в хуторе Ново-Иловлинском имелось 32 домохозяйства, население хутора составляло 156 человека, из них великороссов - 133, дервишей - 14, украинцев - 9.

## Физико-географическая характеристика
Хутор расположен в степи, на северо-западе Заветинского района в пределах западной покатости Ергенинской возвышенности, относящейся к Восточно-Европейской равнине, близ правого берега реки Сал, на высоте 88 метров над уровнем моря. Рельеф местности холмисто-равнинный. Близ хутора имеется пруд Чиганок. Почвы тёмно-каштановые.
По автомобильным дорогам расстояние до областного центра города Ростова-на-Дону составляет 380 км, до районного центра села Заветное - 47 км. К хутору имеется подъезд от региональной автодороги Заветное - Дубовское.
Для хутора, как и для всего Заветинского района характерен континентальный, засушливый климат, с жарким летом и относительно холодной и малоснежной зимой (согласно классификации климатов Кёппена - Dfa).
Часовой пояс
Новоиловлиновский, как и вся Ростовская область, находится в часовой зоне МСК (московское время). Смещение применяемого времени относительно UTC составляет +3:00.

## Население
Динамика численности населения
| 2002 |
| ---- |
| 203  |

| 1926 | 2010 |
| ---- | ---- |
| 156  | ↗161 |

## Улицы
- ул. Водная,
- ул. Луговая,
- проезд Атамановский.